# Adolf Weil
Adolf Weil (n. 7 februarie 1848, Heidelberg - d. 23 iulie 1916, Wiesbaden), a fost un medic german evreu.

## Viața
Weil a studiat la universitățile din Heidelberg, Berlin și Viena, pe care le-a absolvit în 1871.
În 1872 s-a stabilit la Heidelberg, unde a dat și examenul de Habilitation, devenind docent, iar din 1876 a devenit profesor de sifilisologie.
A plecat la Berlin, unde a devenit asistent al lui Friedrich Theodor von Frerichs.
În 1886 a fost chemat ca profesor la universitatea din Dorpat, Estonia, ca profesor de patologie și terapie specială, de unde a trebuit să plece după numai un an, datorită stării sale de sănătate.
În 1893 s-a mutat la Wiesbaden unde a practicat medicina până la moarte.
A fost primul care a izolat substanța denumită Norleucin și a descris „boala lui Weil”, o formă gravă de leptospiroză.

## Opera
În 1886, în revista medicală Dorpater Archiv für Klinische Medizin, vol. xxxix., a publicat eseul Ueber eine Eigenthümliche mit Milztumor, Icterus und Nephritis Einhergehende Acute Infectionskrankheit (Despre o boală infecțioasă specială acută caracterizată prin tumoare de splină, icter și nefrită), descriind o boală ce avea să fie cunoscută în viitor ca „boala lui Weil”.
Alte lucrări demne de menționat:
- Die Auscultation der Arterien und Venen (Leipsic, 1875);
- Handbuch und Atlas der Topographischen Percussion (ib. 1877, 2d ed. 1880);
- Zur Lehre vom Pneumothorax (ib. 1882);
- Zur Pathologie und Therapie des Typhus Abdominalis mit Besonderer Berücksichtigung der Recidive, Sowie der Renalen und Abortiven Formen (ib. 1885).
- Ueber die Hereditäre Form des Diabetes Insipidus, articol apărut în (1884)
- Die Krankheiten der Bronchien (1884), eseu apărut în Handbuch der Kinderkrankheiten

## Legături extene
- Jewish Enciclopedia.com: WEIL, ADOLF

1. ↑  „Adolf Weil”, Gemeinsame Normdatei, accesat în 2 aprilie 2015